# Sečuan
Sečuan (tudi Sičuan, kitajsko: 四川; pinjin: Sichuan, mandarinščina: [sɹ̩.ʈʂʰwán]; latinizirano kot Sdzečuan ali Sdzečvan) je celinska provinca na jugozahodu Kitajske, ki zaseda večino Rdeče kotline in najbolj vzhodni del Tibetanske visoke planote med reko Džinša na zahodu, gorovjem Daba na severu in Junansko-Guidžovško planoto na jugu. Glavno mesto Sečuana je Čengdu. Prebivalstvo Sečuana znaša 81 milijonov.
V antiki je bil v Sečuanu dom starodavnih držav Ba in Šu. Njuna osvojitev s strani Čina ga je okrepila in odprla pot Čin Ši Huangu k združitvi Kitajske pod dinastijo Čin. V času treh kraljestev je imel Lju Bejev Šu sedež v Sečuanu. Območje je bilo v 17. stoletju opustošeno zaradi upora Džang Šjandžonga in kasnejšega osvajanja Mančuja, vendar je do 19. stoletja postalo eno najproduktivnejših območij na Kitajskem. Med drugo svetovno vojno je Čongčing služil kot začasna prestolnica Republike Kitajske, zaradi česar je bil v središču japonskih bombardiranj. Bilo je eno zadnjih celinskih območij, ki jih je med kitajsko državljansko vojno zajela Ljudska osvobodilna vojska in je bilo med letoma 1949 in 1952 razdeljeno na štiri dele, dve leti kasneje pa je bil obnovljen Čongčing. V času velike kitajske lakote 1959–61 je provinca hudo trpela, vendar je ostala najbolj naseljena kitajska provinca, dokler občina Čongčing leta 1997 ni bila ločena od nje.
Kitajci Han iz Sečuana govorijo edinstveno obliko mandarinščine, ki se je oblikovala med ponovnim naseljevanjem območja pod dinastijo Ming. Družino narečij danes govori približno 120 milijonov ljudi, s čimer bi bil to 10. najpogostejši jezik na svetu, če bi ga šteli ločeno. Zaradi vlažnega podnebja tega območja je kitajska medicina dolgo zagovarjala začinjene jedi; domači sečuanski poper je pomagal oblikovati sodobno sečuansko kuhinjo, katere jedi - vključno s piščancem Kung Pao in mapo tofu - so postale osnove kitajske kuhinje po vsem svetu.
Leta 1950 je bila provinca Šikang razpuščena, njeno ozemlje pa je bilo pozneje razdeljeno med novoustanovljeno avtonomno regijo Tibet in provinco Sečuan. Zahodni in severozahodni del Sečuana sestavljata avtonomni območji Tibetancev in ljudstva Čjang.

## Imena
Mnogi verjamejo, da ime Sečuan pomeni »štiri reke«, v ljudski etimologiji to običajno pomeni štiri glavne reke v provinci: Džjaling, Džinša (ali Vu), Min in Tuo. Po besedah zgodovinskega geografa Tan Čišjanga so "štiri reke" napačna razlaga imena kraja. Ime province je pravzaprav okrajšava besednih zvez Sì Chuānlù (四川路, "Štirje ravninski sodni okraji") in Chuānxiá Sìlù (川峡四路, "Štirje sodni okraji Čuanšja"),, ki se nanašajo na delitev nekoč obstoječega cesarskega upravnega območja na sodne okraje v času severne dinastije Song, ki so bili Jidžov, Lidžov, Dzidžov in Kuidžov. Beseda čuan (川) tukaj pomeni "ravnina", ne pa njegov običajni pomen "reka", kot se popularno domneva. Poleg poštne karte in zapisov Wade-Giles je bilo ime nepravilno latinizirano tudi kot Sdzučuan (pinjin: Szű-chuan) in Sdzečuan (pinjin: Szechuan).
V antiki je bilo območje sodobnega Sečuana, vključno z zdaj ločeno občino Čongčing, Kitajcem znano pod imenom Ba-Šu (pinjin: Ba-Shu), glede na starodavni državi Ba in Šu, ki sta nekoč zasedali Rdečo kotlino. Šu se je še naprej uporabljal za sklicevanje na provinco Sečuan skozi vso njeno zgodovino do danes; številne države, ki so nastale na tem območju, so uporabljale isto ime, na primer Šu iz obdobja treh kraljestev in nekdanji Šu in poznejši Šu iz obdobja desetih kraljestev. Trenutno se oba znaka za Šu in Čuan pogosto uporabljata kot okrajšavi za Sečuan.

## Geografija in biotska raznovrstnost
Sečuan je sestavljen iz dveh geografsko ločenih delov. Vzhodni del province je večinoma znotraj rodovitne Rdeče kotline (ki si jo Sečuan deli z občino Čongčing). Zahodni Sečuan je sestavljen iz številnih gorskih verig, ki tvorijo najbolj vzhodni del Tibetanske visoke planote, ki je splošno znana kot gorovje Hengduan. Eno od teh območij, gorovje Dašue, vsebuje najvišjo točko province, Gongga Šan, na nadmorski višini 7.556 m. Tamkajšnja gorovja so nastala zaradi trka Tibetanske visoke planote z Jangcejevo ploščo. Prelomnice vključujejo prelomnico Longmenšan, ki je nastala med Sečuanskim potresom leta 2008. Druge gorske verige obkrožajo Rdečo kotlino s severa, vzhoda in juga. Med njimi je gorovje Daba na severovzhodu province.
Reka Jangce in njeni pritoki tečejo skozi gorovja zahodnega Sečuana in Rdeče kotline; tako se provinca nahaja po reki navzgor od velikih mest, ki stojijo ob reki Jangce bolj proti vzhodu, kot so Čongčing, Vuhan, Nanking in Šanghaj. Eden največjih pritokov Jangceja v provinci je reka Min v osrednjem Sečuanu, ki se Jangceju pridruži pri Jibinu. Obstajajo tudi številne druge reke, kot so reka Džjaling, reka Tuo, reka Jalong, reka Vu in reka Džinša, katere koli štiri različne reke so pogosto uvrščene med "štiri reke", ki so pogosto zmotno interpretirane, kot pomen Sečuana.
Zaradi velikih razlik v terenu je podnebje v provinci zelo spremenljivo. Na splošno ima močne monsunske vplive, z močno koncentriranimi padavinami poleti. Po Köppnovi podnebni klasifikaciji ima Rdeča kotlina (vključno s Čengdujem) v vzhodni polovici province vlažno subtropsko podnebje (Köppen Cwa ali Cfa) z dolgimi, vročimi, mokrimi poletji in kratkimi, blagimi do hladnimi, suhimi in oblačnimi zimami. Posledično ima najnižjo vsoto sonca na Kitajskem. Zahodna provinca ima gorska območja, ki ustvarjajo hladnejše, a bolj sončno podnebje. Ob hladnih do zelo mrzlih zimah in blagih poletjih se temperature praviloma z večjo nadmorsko višino znižujejo. Zaradi velike nadmorske višine in lege na kopnem pa na številnih območjih, kot sta okraj Gardze in okraj Dzoige v Sečuanu, nastane subarktično podnebje (Köppen Dwc) - z izjemno hladnimi zimami do -30 °C in celo hladnimi poletnimi nočmi. Provinca je geološko aktivna s plazovi in potresi. Povprečna nadmorska višina je od 2000 do 3500 metrov nadmorske višine; povprečne temperature pa se gibljejo od 0 do 15 °C. Južni del province, vključno s Pandžihuom in Šičangom, ima sončno podnebje s kratkimi, zelo milimi zimami in zelo toplimi do vročimi poletji.

Sečuan meji na Činghaj na severozahodu, Gansu na severu, Šaanši na severovzhodu, Čongčing na vzhodu, Guidžov na jugovzhodu, Junan na jugu in avtonomno regijo Tibet na zahodu.
- Larix potaninii v jesenski barvi.
- Prefektura Gardze
- Okraj Dzitong
- Linpan na ravnini Čengdu je znana znamenitost na ravnini Čengdu v Sečuanu.

### Orjaški panda
Orjaške pande živijo v bambusovih gozdovih in nizkih gorskih predelih, kot je gorovje Minšan v Sečuanu. Večina populacije pand živi v Sečuanu, njihov obseg pa se širi v Šaanši in Gansu. Ker je njihovo življenjsko okolje bogato z rastlinskimi in živalskimi vrstami, je prehrana pand sestavljena iz 99% bambusa z majhnimi drugimi rastlinami ali majhnimi živalmi, ki sestavljajo 1% njihove prehrane. Ker je panda doma na Kitajskem, je nacionalni simbol Kitajske.

### Linpanska naselja
Linpan na ravnini Čengdu je posebno naselje, ki je sestavljeno iz kmečke hiše z okolijskimi gozdovi, namakalnega sistema, kmetijskih zemljišč in je osnovna enota vasi na razpršenih lokacijah.

## Upravna delitev
Sečuan sestavlja enaindvajset enot na prefekturni ravni: osemnajst prefekturnih mest (vključno s podprovinčnim mestom) in tri avtonomne prefekture:
| Čengdu Dzigong Pandžihua Ludžov Dejang Mjanjang Guangjuan Suining Nejdžjang Lešan Nančong Mejšan Jibin Guangan Dadžov Jaan Badžong Dzijang Ngava (Aba) · Tibetanska in Čjang AP Gardze (Gandzi) · Tibetanska AP Ljangšan · Ji AP Čongčing |                                                |               |                   |                     |         |        |             |               |
| Koda enote | Enota                                          | Območje v km2 | Prebivalstvo 2010 | Sedež               | Enote   | Enote  | Enote       | Enote         |
| Koda enote | Enota                                          | Območje v km2 | Prebivalstvo 2010 | Sedež               | Okrožja | Okraji | Avt. okraji | Okrajna mesta |
| 510000 | Provinca Sečuan                                | 485.000,00    | 80.418.200        | Čengdu              | 54      | 107    | 4           | 18            |
| 510100 | mesto Čengdu                                   | 12.163,16     | 14.047.625        | Okrožje Vuhov       | 12      | 3      |             | 5             |
| 510300 | mesto Dzigong                                  | 4.373,13      | 2.678.898         | Okrožje Dziljudžing | 4       | 2      |             |               |
| 510400 | mesto Pandžihua                                | 7,423,42      | 1.214.121         | Okrožje Dong        | 3       | 2      |             |               |
| 510500 | mesto Ludžov                                   | 12.233,58     | 4.218.426         | Okrožje Džjangjang  | 3       | 4      |             |               |
| 510600 | mesto Dejang                                   | 5.951,55      | 3.615.759         | Okrožje Džingjang   | 2       | 1      |             | 3             |
| 510700 | mesto Mjanjang                                 | 20.267,46     | 4.613.862         | Okrožje Fučeng      | 3       | 4      | 1           | 1             |
| 510800 | mesto Guangjuan                                | 16.313,70     | 2.484.125         | Okrožje Lidžov      | 3       | 4      |             |               |
| 510900 | mesto Suining                                  | 5.323,85      | 3.252.551         | Okrožje Čuanšan     | 2       | 2      |             | 1             |
| 511000 | mesto Nejdžjang                                | 5.385,33      | 3.702.847         | Okrožje Šidžong     | 2       | 2      |             | 1             |
| 511100 | mesto Lešan                                    | 12.827,49     | 3.235.756         | Okrožje Šidžong     | 4       | 4      | 2           | 1             |
| 511300 | mesto Nančong                                  | 12.479,96     | 6.278.622         | Okrožje Šunčing     | 3       | 5      |             | 1             |
| 511400 | mesto Mejšan                                   | 7173,82       | 2.950.548         | Okrožje Dongpo      | 2       | 4      |             |               |
| 511500 | mesto Jibin                                    | 13.293,89     | 4.472.001         | Okrožje Cuiping     | 3       | 7      |             |               |
| 511600 | mesto Guangan                                  | 6301,41       | 3.205.476         | Okrožje Guangan     | 2       | 3      |             | 1             |
| 511700 | mesto Dadžov                                   | 16.591,00     | 5.468.092         | Okrožje Tongčuan    | 2       | 4      |             | 1             |
| 511800 | mesto Jaan                                     | 15.213,28     | 1.507.264         | Okrožje Jučeng      | 2       | 6      |             |               |
| 511900 | mesto Badžong                                  | 12.301,26     | 3.283.771         | Okrožje Badžov      | 2       | 3      |             |               |
| 512000 | mesto Dzijang                                  | 7962,56       | 3.665.064         | Okrožje Jandžjang   | 1       | 2      |             |               |
| 513200 | Tibetanksa avtonomna prefektura Ngava in Čjang | 82.383,32     | 898.713           | mesto Barkam        |         | 12     |             | 1             |
| 513300 | Tibetanska avtonomna prefektura Gardze         | 147.681,37    | 1.091.872         | mestoKangding       |         | 17     |             | 1             |
| 513400 | Avtonomna prefektura Ljangšan Ji               | 60.422,67     | 4.532.809         | mesto Šičang        |         | 15     | 1           | 1             |
| Podprovinčna mesta |                                                |               |                   |                     |         |        |             |               |

| Upravna delitev v kitajščini in raznolikosti romanizacije | Upravna delitev v kitajščini in raznolikosti romanizacije | Upravna delitev v kitajščini in raznolikosti romanizacije | Upravna delitev v kitajščini in raznolikosti romanizacije | Upravna delitev v kitajščini in raznolikosti romanizacije |
| English                                                   | Chinese                                                   | Pinyin                                                    | Sichuanese Romanzation                                    |                                                           |
| --------------------------------------------------------- | --------------------------------------------------------- | --------------------------------------------------------- | --------------------------------------------------------- | --------------------------------------------------------- |
| Sichuan Province                                          | 四川省                                                    | Sìchuān Shěng                                             | si4 cuan1 sen3                                            |                                                           |
| Chengdu city                                              | 成都市                                                    | Chéngdū Shì                                               | cen2 du1 si4                                              |                                                           |
| Zigong city                                               | 自贡市                                                    | Zìgòng Shì                                                |                                                           |                                                           |
| Panzhihua city                                            | 攀枝花市                                                  | Pānzhīhuā Shì                                             |                                                           |                                                           |
| Luzhou city                                               | 泸州市                                                    | Lúzhōu Shì                                                | nu2 zou1 si4                                              |                                                           |
| Deyang city                                               | 德阳市                                                    | Déyáng Shì                                                |                                                           |                                                           |
| Mianyang city                                             | 绵阳市                                                    | Miányáng Shì                                              |                                                           |                                                           |
| Guangyuan city                                            | 广元市                                                    | Guǎngyuán Shì                                             |                                                           |                                                           |
| Suining city                                              | 遂宁市                                                    | Sùiníng Shì                                               | xu4 nin2 si4                                              |                                                           |
| Neijiang city                                             | 内江市                                                    | Nèijiāng Shì                                              | nui4 jiang1 si4                                           |                                                           |
| Leshan city                                               | 乐山市                                                    | Lèshān Shì                                                |                                                           |                                                           |
| Nanchong city                                             | 南充市                                                    | Nánchōng Shì                                              | lan2 cong1 si4                                            |                                                           |
| Meishan city                                              | 眉山市                                                    | Méishān Shì                                               | mi2 san1 si4                                              |                                                           |
| Yibin city                                                | 宜宾市                                                    | Yíbīn Shì                                                 | ni2 bin1 si4                                              |                                                           |
| Guang'an city                                             | 广安市                                                    | Guǎng'ān Shì                                              |                                                           |                                                           |
| Dazhou city                                               | 达州市                                                    | Dázhōu Shì                                                |                                                           |                                                           |
| Ya'an city                                                | 雅安市                                                    | Yǎ'ān Shì                                                 |                                                           |                                                           |
| Bazhong city                                              | 巴中市                                                    | Bāzhōng Shì                                               |                                                           |                                                           |
| Ziyang city                                               | 资阳市                                                    | Zīyáng Shì                                                |                                                           |                                                           |
| Ngawa Tibetan and Qiang Autonomous Prefecture             | 阿坝藏族羌族自治州                                        | Ābà Zangzú Qiāngzú Zìzhìzhōu                              |                                                           |                                                           |
| Garzê Tibetan Autonomous Prefecture                       | 甘孜藏族自治州                                            | Gānzī Zangzú Zìzhìzhōu                                    |                                                           |                                                           |
| Liangshan Yi Autonomous Prefecture                        | 凉山彝族自治州                                            | Liángshān Yízú Zìzhìzhōu                                  |                                                           |                                                           |

Dvajset prefektur Sečuana je razdeljenih na 183 okrožnih enot (53 okrožij, 17 okrajnih mest, 109 okrajev in 4 avtonomni okraji). Konec leta 2017 je v Sečuanu živeli skupno 83,02 milijona prebivalcev.

### Urbana območja
| Prebivalstvo po urbanih območjih prefekture in okrajnih mestih | Prebivalstvo po urbanih območjih prefekture in okrajnih mestih | Prebivalstvo po urbanih območjih prefekture in okrajnih mestih | Prebivalstvo po urbanih območjih prefekture in okrajnih mestih | Prebivalstvo po urbanih območjih prefekture in okrajnih mestih | Prebivalstvo po urbanih območjih prefekture in okrajnih mestih |
| #                                                              | City                                                           | Urbano območje                                                 | Območje okrožja                                                | V samem mestu                                                  | Datum popisa                                                   |
| -------------------------------------------------------------- | -------------------------------------------------------------- | -------------------------------------------------------------- | -------------------------------------------------------------- | -------------------------------------------------------------- | -------------------------------------------------------------- |
| 1                                                              | Čengdu                                                         | 6.316.922                                                      | 7.415.590                                                      | 15.118.839                                                     | 2010-11-01                                                     |
| (1)                                                            | Čengdu (nova okrožja)                                          | 1.384.770                                                      | 2.176.092                                                      | glej Čengdu'                                                   | 2010-11-01                                                     |
| 2                                                              | Mjanjang                                                       | 967.007                                                        | 1.355.331                                                      | 4.613.871                                                      | 2010-11-01                                                     |
| (2)                                                            | Mjanjang (nova okrožja)                                        | 96.265                                                         | 366.802                                                        | glej Mjanjang                                                  | 2010-11-01                                                     |
| 3                                                              | Nančong                                                        | 890.402                                                        | 1.858.875                                                      | 6.278.614                                                      | 2010-11-01                                                     |
| 4                                                              | Ludžov                                                         | 742.274                                                        | 1.371.233                                                      | 4.218.427                                                      | 2010-11-01                                                     |
| 5                                                              | Lešan                                                          | 678.752                                                        | 1.211.237                                                      | 3.235.759                                                      | 2010-11-01                                                     |
| 6                                                              | Dzigong                                                        | 666.204                                                        | 1.262.064                                                      | 2.678.899                                                      | 2010-11-01                                                     |
| 7                                                              | Pandžihua                                                      | 631.258                                                        | 787.177                                                        | 1.214.121                                                      | 2010-11-01                                                     |
| 8                                                              | Nejdžjang                                                      | 586.445                                                        | 1.251.095                                                      | 3.702.847                                                      | 2010-11-01                                                     |
| 9                                                              | Suining                                                        | 549.826                                                        | 1.295.885                                                      | 3.252.619                                                      | 2010-11-01                                                     |
| 10                                                             | Jibin                                                          | 549.650                                                        | 836.340                                                        | 4.471.896                                                      | 2010-11-01                                                     |
| (10)                                                           | Jibin (nova okrožja)                                           | 277.993                                                        | 1.148.864                                                      | glej Jibin                                                     | 2010-11-01                                                     |
| 11                                                             | Dejang                                                         | 530.122                                                        | 735.070                                                        | 3.615.758                                                      | 2010-11-01                                                     |
| (11)                                                           | Dejang (nova okrožja)                                          | 79.269                                                         | 212.185                                                        | glej Dejang                                                    | 2010-11-01                                                     |
| 12                                                             | Badžong                                                        | 477.235                                                        | 1.126.167                                                      | 3.283.148                                                      | 2010-11-01                                                     |
| 13                                                             | Šičang                                                         | 466.732                                                        | 712.434                                                        | del prefekture Ljangšan                                        | 2010-11-01                                                     |
| 14                                                             | Guangjuan                                                      | 407.756                                                        | 859.246                                                        | 2.484.122                                                      | 2010-11-01                                                     |
| 15                                                             | Dadžov                                                         | 379.467                                                        | 478.276                                                        | 5.468.097                                                      | 2010-11-01                                                     |
| (15)                                                           | Dadžov (nova okrožja)                                          | 299.223                                                        | 1.111.159                                                      | glej Dadžov                                                    | 2010-11-01                                                     |
| 16                                                             | Dzijang                                                        | 376.387                                                        | 905.729                                                        | 2.593.843                                                      | 2010-11-01                                                     |
| 17                                                             | Džjanjang                                                      | 365.386                                                        | 1.071.214                                                      | glej Čengdu                                                    | 2010-11-01                                                     |
| 18                                                             | Mejšan                                                         | 347.546                                                        | 821.853                                                        | 2.950.545                                                      | 2010-11-01                                                     |
| (18)                                                           | Mejšan (nova okrožja)                                          | 150.350                                                        | 285.889                                                        | glej Mejšan                                                    | 2010-11-01                                                     |
| 19                                                             | Dudžjangjan                                                    | 317.627                                                        | 657.996                                                        | glej Čengdu                                                    | 2010-11-01                                                     |
| 20                                                             | Guangan                                                        | 317.502                                                        | 858.159                                                        | 3.205.476                                                      | 2010-11-01                                                     |
| 21                                                             | Džjangjov                                                      | 312.154                                                        | 762.140                                                        | glej Mjanjang                                                  | 2010-11-01                                                     |
| (22)                                                           | Longčang                                                       | 289.494                                                        | 633.210                                                        | glej Nejdžjang                                                 | 2010-11-01                                                     |
| 23                                                             | Pengdžov                                                       | 263.199                                                        | 762.887                                                        | glej Čengdu                                                    | 2010-11-01                                                     |
| 24                                                             | Langdžong                                                      | 242.535                                                        | 728.935                                                        | glej Nančong                                                   | 2010-11-01                                                     |
| 25                                                             | Guanghan                                                       | 235.872                                                        | 591.115                                                        | glej Dejang                                                    | 2010-11-01                                                     |
| 26                                                             | Emejšan                                                        | 220.349                                                        | 437.068                                                        | glej Lešan                                                     | 2010-11-01                                                     |
| 27                                                             | Jaan                                                           | 208.940                                                        | 355.572                                                        | 1.507.258                                                      | 2010-11-01                                                     |
| (27)                                                           | Haan (nova okrožja)                                            | 52.131                                                         | 256.484                                                        | glej Jaan                                                      | 2010-11-01                                                     |
| 28                                                             | Čongdžov                                                       | 206.448                                                        | 661.120                                                        | glej Čengdu                                                    | 2010-11-01                                                     |
| 29                                                             | Mjandžu                                                        | 192.001                                                        | 477.868                                                        | glej Dejang                                                    | 2010-11-01                                                     |
| 30                                                             | Čionglaj                                                       | 190.099                                                        | 612.753                                                        | glej Čengdu                                                    | 2010-11-01                                                     |
| 31                                                             | Šifang                                                         | 187.473                                                        | 412.758                                                        | glej Dejang                                                    | 2010-11-01                                                     |
| 32                                                             | Vanjuan                                                        | 129.617                                                        | 407.594                                                        | glej Dadžov                                                    | 2010-11-01                                                     |
| 33                                                             | Huajing                                                        | 119.228                                                        | 278.359                                                        | glej Guangan                                                   | 2010-11-01                                                     |
| (34)                                                           | Kangding                                                       | 60.439                                                         | 130.142                                                        | del prefekture Gardze                                          | 2010-11-01                                                     |
| (35)                                                           | Barkam                                                         | 28.783                                                         | 58.437                                                         | del prefekture Ngava                                           | 2010-11-01                                                     |